# Salenia
Genre
Salenia est un genre d'oursins, de la famille des Saleniidae. Il n'en reste plus qu'une seule espèce vivante actuellement. 

## Description
Ce sont des oursins réguliers : le test (coquille) est plus ou moins globulaire, protégé par des radioles (piquants), l'ensemble étant marqué par une symétrie pentaradiaire reliant la bouche située au centre de la face orale (inférieure) à l'anus situé à l'apex aboral (pôle supérieur), quoique légèrement excentré dans cette famille, et protégé par une grosse plaque suranale. 
Le disque apical est aplati, surélevé par rapport à la couronne ; les plaques sont lisses mais avec souvent des dépressions suturales marquées. 
L'orifice du gonopore est sub-central sur la plaque génitale, et bien visible en vue aborale. 
Le périprocte est excentrique. 
Les plaques ambulacraires sont bigéminées, avec une granulation développée entre les deux colonnes de tubercules primaires.
Ce genre est apparu au Crétacé inférieur (Barrémien).

## Taxinomie
Selon World Register of Marine Species (19 mai 2015) :
- Salenia alcaldei Sánchez Roig, 1949 †
- Salenia alta Hassan, 1969 †
- Salenia baylissi Smith & Wright, 1990 †
- Salenia cottreaui Lambert, 1931 †
- Salenia dux Wright, 1967 †
- Salenia globosa Tate, 1891 †
- Salenia hagenowi Nestler, 1965 †
- Salenia hawkinsi Checchia-Rispoli, 1948 †
- Salenia heberti Cotteau, 1861 †
- Salenia hondoensis Cooke, 1953 †
- Salenia intermedia Hassan, 1969 †
- Salenia kansasense Twenhofel, 1924 †
- Salenia lamberti Checchia-Rispoli, 1932 †
- Salenia leanderensis Ikins, 1940 †
- Salenia lobosa Nestler, 1965 †
- Salenia mathuri Chiplonker, 1937 †
- Salenia nipponica Morishita, 1965 †
- Salenia novemprovincialis Nisiyama, 1966 †
- Salenia persica Clegg, 1933 †
- Salenia petalifera (Desmarest in Defrance, 1825) †
- Salenia phillipsae Whitney & Kellum, 1966 †
- Salenia pseudowhitneyi Ikins, 1940 †
- Salenia schencki Zullo, Kaar, Durham & Allison, 1964 †
- Salenia scotti Ikins, 1940 †
- Salenia similis (White, 1887) †
- Salenia somaliensis Hawkins, 1935 †
- Salenia stenzeli Ikins, 1940 †
- Salenia taurica Weber, 1934 †
- Salenia trigonata L. Agassiz, 1838 †
- Salenia trigonopyga Lambert, 1933 †
- Salenia unicolor Mortensen, 1934 -- Japon
- Salenia whitneyi Cannon, in Ikins, 1940 †